# Ilse Paulis
Pour les articles homonymes, voir Paulis.
Ilse Paulis est une rameuse néerlandaise née le 30 juillet 1993. Elle a remporté avec Maaike Head la médaille d'or du deux de couple poids légers aux Jeux olympiques d'été de 2016 à Rio de Janeiro.
Sa sœur Bente Paulis est médaillée d'argent aux Jeux de 2024.

## Palmarès

### Jeux olympiques
- 2016 à Rio de Janeiro (Brésil)
  -  Médaille d'or en deux de couple poids légers

### Championnats du monde
- 2019 à Ottensheim (Autriche)
  -  Médaille d'argent en deux de couple poids légers
- 2018 à Plovdiv (Bulgarie)
  -  Médaille de bronze en deux de couple poids légers
- 2014 à Amsterdam (Pays-Bas)
  -  Médaille d'or en quatre de couple poids légers

### Championnats d'Europe
- 2018 à Glasgow ( Royaume-Uni) 
  -  Médaille d'or en deux de couple poids légers
- 2017 à Račice ( République tchèque)
  -  Médaille d'argent en deux de couple poids légers
- 2016 à Brandebourg-sur-la-Havel ( Allemagne)
  -  Médaille d'or en deux de couple poids légers